# Gusztáv Buchböck
Gusztáv Buchböck, auch Gustav, (* 15. Februar 1869 in Pozsony; † 1. Oktober 1935 in Budapest) war ein ungarischer Chemiker (Physikalische Chemie).
Buchböck wurde 1896 an der Universität Budapest promoviert. Ab 1902 war er Adjunkt bei dem Professor Carl von Than und unterrichtete auch Chemie an Schulen. Er studierte auch 1905 bis 1907 in Deutschland bei Wilhelm Ostwald und Walther Nernst. 1904 wurde er Privatdozent an der Universität Budapest und 1909 außerordentlicher Professor und 1914 ordentlicher Professor. Er war Direktor des 3. Chemischen Instituts bzw. der dritten chemischen Abteilung, die nach dem Tod von Carl von Than 1908 neu geschaffen wurde, während der Lehrstuhl von Than zweigeteilt wurde.
Er entwickelte eine Methode der Bestimmung der Anzahl der Hydratmoleküle von Ionen und befasste sich mit Reaktionskinetik (zum Beispiel Beziehungen zwischen Reaktionsgeschwindigkeit und Viskosität).
Buchböck war bescheiden und galt als außerordentlich gewissenhaft, der aus diesem Grund wenig veröffentlichte. Er fand auch bei seinen Studenten zu deren Unwillen immer wieder Gründe eine Veröffentlichung hinauszuzögern da diese und jene Frage noch geklärt werden müsse. Er pflegte ständig Pfeife zu rauchen und hatte den Spitznamen Der große Schweigsame, galt aber als wandelndes Lexikon der Chemie mit sehr guten Literaturkenntnissen.
In der Zeit des Ersten Weltkriegs und unmittelbar davor und danach förderte er George de Hevesy, der bei ihm 1913 habilitiert wurde, als Schüler von Ernest Rutherford neue Ideen aus der Radiochemie und Kernphysik einbrachte und dem er erlaubte, ein radiochemisches Labor in seinem Institut einzurichten.
1907 wurde er korrespondierendes Mitglied der Ungarischen Akademie der Wissenschaften. 1926 bis 1935 war er Mitherausgeber der Zeitschrift Magyar Chemiai.
Zu seinen Schülern zählt János Proszt, der auch sein Nachfolger am Lehrstuhl war. Auch Michael Polanyi war sein Doktorand.

## Schriften
- A carbonylsulfid hydrolytes bomlásának sebességéről (1896)
- Az ion elmélet (Budapest, 1903)
- Általános és anorganikus chemia (1914)
- Physikai-chémiai mérőmódszerek (1921)
- Organikus chemia (1930)